# جيوفري بولتون
جيوفري بولتون (بالإنجليزية: Geoffrey Bolton)‏ هو مؤرخ أسترالي، ولد في 5 نوفمبر 1931 في Claremont, Western Australia ‏ في أستراليا، وتوفي في 4 سبتمبر 2015.